# Isaak Israelewitsch Minz
Isaak Israelewitsch Minz (russisch Исаак Израилевич Минц; * 10. Januarjul. / 22. Januar 1896greg. in Krinitschki, Gouvernement Jekaterinoslaw, Russisches Kaiserreich; † 15. April 1991 in Moskau) war ein sowjetischer Historiker.

## Leben
Isaak Minz war Sohn eines jüdischen Angestellten. 1917 trat er in die SDAPR (später KPdSU) ein. 1918–1920 nahm er als Polit-Kommissar der Roten Armee am russischen Bürgerkrieg teil und 1926 wurde er am Institut der Roten Professur examiniert. Er leitete fortan etliche akademische Einrichtungen der Sowjetunion; so 1932–1949 die historische Fakultät der Lomonossow-Universität, 1937–1949 die Parteischule beim Zentralkomitee der KPdSU sowie die historische Fakultät der Staatlichen Pädagogischen Universität Moskau bzw. lehrte an der Akademie für soziale Studien (1947–1950).
Seit 1936 war er korrespondierendes und ab 1946 Vollmitglied der Sowjetischen Akademie der Wissenschaften.

## Werk
Minz gilt als einer der Hauptideologen des Stalinismus und des Personenkultes. Er war zu Lebzeiten der angesehenste Historiker der Sowjetunion. Als Fakultätsleiter entfernte er ab 1932 Parteigänger der Rechts- und Linksopposition aus dem akademischen Betrieb. Im Laufe seiner langen akademischen Karriere passte er seine Ansichten jeder Änderung der Parteilinie an und wählte geschickt die politisch aktuellen Forschungsfelder aus. Seine Arbeitsgebiete waren die Geschichte der Partei, die Oktoberrevolution und der Bürgerkrieg. Minz etablierte die Vorstellung, dass der „Weltimperialismus“ den russischen Bürgerkrieg organisiert hatte.
Während des Großen Vaterländischen Krieges hielt er etwa tausend Vorträge vor Offizieren und Mannschaften der Armee. Im Auftrag Stalins publizierte er 1942/43 das vielsprachige Werk „Armee der Sowjetunion“ für ausländische Leser. Minz war beteiligt an der Materialsammlung für die „Außerordentliche staatliche Kommission zur Aufklärung faschistischer Verbrechen in der Sowjetunion“. Wie u. a. auch Jewgeni Tarle fungierte Minz als Mitautor der dreibändigen „Geschichte der Diplomatie“, die nach dem Zweiten Weltkrieg ein Standardwerk für die Diplomaten des neu entstandenen Ostblocks war.
1949 geriet er in eine Kampagne gegen „Historiker-Kosmopoliten“, was einen Karriere-Bruch bedeutete. Nach Stalins Tod 1953 war er Mitautor des mehrfach geänderten Standardwerkes „Geschichte der KPdSU“. Minz schrieb etwa 50 überwiegend russische Bücher und Pamphlete.
Werkauswahl:
- Die sozialistische Oktoberrevolution. Verlag für fremdsprachige Literatur, Moskau 1940
- mit I. M. Rasgon und A. L. Sidorow: Der große vaterländische Krieg der Sowjetunion. SWA-Verlag, Berlin 1947
- mit W. M. Chwostow: Geschichte der Diplomatie. Band 2: Die Diplomatie der Neuzeit (1872–1919). Hrsg. von W. P. Potjomkin. Verlag für fremdsprachige Literatur, Moskau 1947
- Geschichte der Diplomatie. Band 3: Die Diplomatie in der Periode der Vorbereitung des zweiten Weltkrieges (1919–1939). Hrsg. von W. P. Potjomkin. Verlag für fremdsprachige Literatur, Moskau 1947
- mit G. F. Alexandrow, P. N. Pospelow, J J. Jaroslawski u. a.: Geschichte des Bürgerkrieges in der UdSSR. Zweiter Band: Die  Große Proletarische Revolution (Oktober–November 1917). Verlag für fremdsprachige Literatur, Moskau 1949.
- Wie sich die Oktoberrevolution abgespielt hat. APN-Verlag, Moskau 1981

## Auszeichnungen
- Held der sozialistischen Arbeit 1976
- Stalinpreis 1943, 1946
- Orden des Roten Banners der Arbeit 1944, 1946
- Leninorden 1966, 1976, 1986
- Orden der Oktoberrevolution 1971
- Leninpreis 1974[2]